# Bolshiye Chelbasy
Bolshiye Chelbasy (del ruso: Большие Челбасы) es un jútor del raión de Kanevskaya del krai de Krasnodar del sur de Rusia. Está situado en la orilla izquierda del río Chelbas, 15 km al este de Kanevskaya y 118 km al norte de Krasnodar, la capital del krai. Tenía 427 habitantes en 2010.
Pertenece al municipio Starodereviankovskoye.